# سیارک ۲۳۲۱۶
سیارک ۲۳۲۱۶ (به انگلیسی: 23216 Mikehagler، نامگذاری:2000UX79) بیست و سه هزار و دویست و شانزدهمین سیارک کشف شده‌است که در ۲۴ اکتبر ۲۰۰۰ کشف شد.
قدر مطلق سیارک برابر ۱۴.۱ است.